# Milichiella aethiops
Milichiella aethiops är en tvåvingeart som beskrevs av Malloch 1913. Milichiella aethiops ingår i släktet Milichiella och familjen sprickflugor.  Milichiella aethiops hade tidigare namnet Milichia aethiops. 2009 flyttades arten från släktet Milichia till släktet Milichiella efter fylogenetisk analys.